# James Barbour

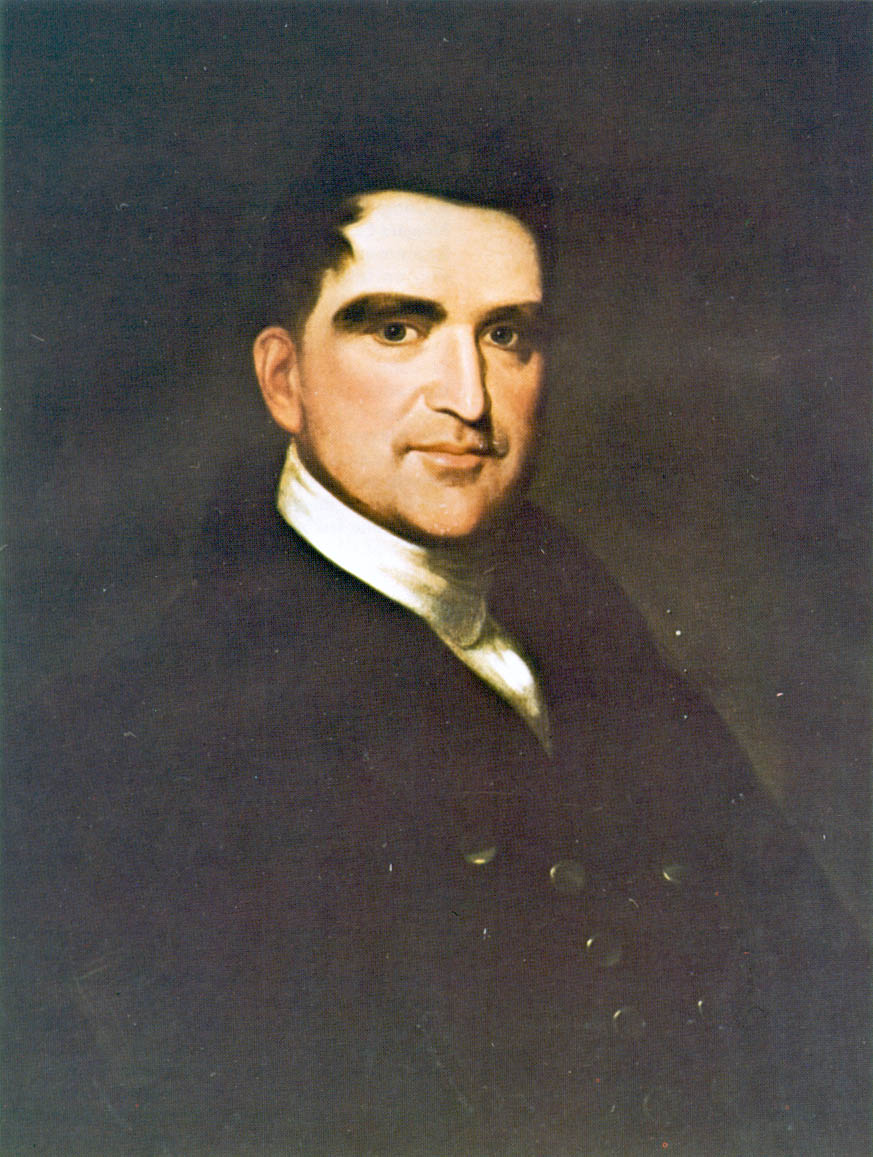
James Barbour (porträtiert von Henry Ulke)

James Barbour (* 10. Juni 1775 in Barboursville, Orange County, Colony of Virginia; † 7. Juni 1842 ebenda) war ein US-amerikanischer Rechtsanwalt, ein Mitglied und Sprecher des Abgeordnetenhauses Virginias, der 19. Gouverneur von Virginia, der erste Gouverneur, der in dem Gouverneuranwesen Virginias residierte, ein US-Senator von 1814 bis 1825 und US-Kriegsminister zwischen 1825 und 1828.

## Frühe Jahre
James Barbour war der Sohn des Pflanzers Thomas Barbour, der einen Sitz im House of Burgesses hielt, und von Mary Pendleton Thomas. Beide stammten aus dem Orange County. Sein Bruder war der spätere Vorsitzende (Sprecher) des Repräsentantenhauses Philip Pendleton Barbour.
Barbours Familie war eine der ersten, die im Orange County siedelten, was sich für sie als gewinnbringend herausstellte. Zur Zeit seiner Geburt besaß Barbours Familie über 2.000 Morgen Land und hielt mehrere Sklaven. Viel von diesem Vermögen wurde jedoch schon, bevor James eine Schulbildung erhalten konnte, verschwendet. James wurde zum Teil in Gordonsville von James Waddell erzogen. Barbour diente zu Beginn von 1792 als Hilfssheriff im Orange County. 1794 wurde er als Anwalt in Virginia zugelassen. Am 29. Oktober 1792 heiratete Barbour Lucy Johnson, die Tochter von Benjamin Johnson, der im House of Burgesses saß. 1798 besaß er mehrere Sklaven.

## Abgeordnetenhaus
Barbour wurde 1796 in das Abgeordnetenhaus von Virginia gewählt. Er war der jüngste Abgeordnete des Hauses. Während seiner Amtszeit wurde Barbour für seine ausdrucksvolle Sprechweise bekannt. Er diente in vielen Ausschüssen des Hauses und war sogar in mehreren Ausschüssen Vorsitzender, einschließlich des Ausschusses für Sonderrechte und Wahlen und des Finanzausschusses. 1809 wurde er als Nachfolger von Hugh Nelson der Speaker des Abgeordnetenhauses, was er bis 1812 blieb. Während dieser Jahre orientierte sich Barbour stark an Virginias republikanischen Überzeugungen. Er lehnte energisch die Alien and Sedition Acts von 1798 ab und benutzte seine bekannten rhetorischen Fähigkeiten, um die Virginia-Resolutionen zu befürworten. Er lehnte es ab, irgendein Gesetz zu unterstützen, das der Exekutive unkontrollierte Macht geben könnte. Unter seinen Gesetzen im Abgeordnetenhaus hielt er das für das wichtigste, das den Literary Fund of Virginia vorsah. Das Gesetz vom 2. Februar 1810 sah die Finanzierung öffentlicher Bildung in jedem Land des Commonwealth vor. Barbour glaubte stark daran, dass eine Gesellschaft sich nur durch Bildung weiterentwickeln würde. Er bat, dass die einzige Inschrift auf seinem Grabstein ein Hinweis auf dieses Gesetz sein möge.

## Gouverneur von Virginia
1811 kandidierte er für das Gouverneursamt. Jedoch verlor er die Wahl gegen den Amtsinhaber George William Smith. Am 26. Dezember 1811 starb Smith in einem Feuer im Theater von Richmond. Am 3. Januar versammelte sich die Legislative und ernannte Barbour zum Gouverneur.
Zu dieser Zeit stand das Land am Rande eines Krieges mit Großbritannien. Barbour war für den Krieg, den er als das einzige Mittel ansah, die britische Einmischung in die Souveränität der USA zu beenden. Daher fing er an, den Staat auf den Krieg vorzubereiten. Barbour, dessen Vater die Orange Miliz ausgebildet hatte, wusste von der Unzulänglichkeit der Virginia Miliz. Dementsprechend erließ er Bestimmungen für die Ausbildung und die Bewaffnung einer stärkeren Miliz am 11. Februar 1812. Barbour drängte die Milizkommandanten jedes Staates, sich für die Verteidigung des Landes vorzubereiten. Er reiste persönlich in das Tidewatergebiet, das sichere Häfen für eine britische Invasion anbot.
Durch all diese Handlungen verdiente sich Barbour den Titel eines Kriegsgouverneurs. Am 18. Juni 1812 erklärte der Kongress den Krieg von 1812. Vielleicht wegen seiner Kriegsvorbereitung wurde Barbour im November 1812 als Gouverneur wiedergewählt. Während der letzten Sitzungsperiode 1814 überzeugte Barbour die Legislative schließlich, einen Plan für die Organisation von  Truppen, die für eine Miliz unter Bundeskontrolle ausgewählt werden sollten, zu genehmigen. Jedoch brachte der Friede von Gent den Krieg zu einem Ende.
Barbours Gouverneursamt schloss auch die Erforschung des oberen James River in Virginia ein. Er verbesserte außerdem die Straßen von Virginia. Weiter war er auch der erste Gouverneur, der in dem Gouverneuranwesen Virginias residierte, das von seinem Freund Thomas Jefferson entworfen worden war. Er wurde von der Bevölkerung mit viel Lob bedacht.

## US-Senator
Am 1. Dezember 1814 stimmte die Legislative von Virginia über die Ernennung von Barbour als Nachfolger des US-Senators Richard Brent ab. Interessanterweise diente Barbour gleichzeitig mit seinem Bruder Philip im Senat. Oft opponierten sie gegeneinander. Als Senator stellte Barbour einen Ausschuss für Straßen und Kanäle auf, befürwortete den Bonus Bill, stellte einen verfassungsmäßigen Zusatz auf, der dem Kongress die Befugnis gewährte, Gelder für Neuerungen zu bewilligen, unterstützte einen Gesetzesentwurf, der die Inhaftierung von Schuldnern abschaffte, und führte das Schifffahrtsgesetz von 1818 ein. Barbour hoffte, dass dieses Gesetz die Briten ermutigen würde, ihre Häfen wieder zu öffnen und internationalen Handel zu fördern. Aber diese Bemühungen scheiterten. Schließlich wurde 1832 ein Kompromiss erreicht, der als „Elsewhere Act“ den gegenseitigen Handel erlaubt. Barbour wurde 1819 zeitweise zum Vorsitzenden des Senats gewählt. Der 16. Kongress, dem Barbour vorsaß, beschloss den Missouri-Kompromiss. Barbours Rede konzentrierte sich auf die Rechte der Bevölkerung von Missouri, die für sich zu entscheiden habe, ob sie ein sklavenfreier Staat wären oder nicht.
Während seiner Amtszeit überzeugte Barbour den Senat in einer Resolution 1813, dem Colonel Richard Mentor Johnson aus Kentucky für seine Verdienste bei der Schlacht am Thames River ein Ehrenschwert zu verleihen, wodurch er Johnson als Freund gewann. Diese Freundschaft stellte sich für Barbour als besonders wichtig heraus, als er auf Geheiß von Johnson durch Präsident John Quincy Adams zum Kriegsminister ernannt wurde.

## Kriegsminister
Barbour wurde als Kriegsminister nach Adams’ Inauguration am 4. März 1825 bestätigt. Zu jener Zeit waren die Hauptaufgaben des Kriegsministeriums, Indianertätigkeiten zu beaufsichtigen und die Armee zu leiten. Barbours erste Feuerprobe waren die Verhandlungen mit Gouverneur George Troup von Georgia, da die Regierung dort die Entfernung der Creek von den 5 Millionen Morgen Land wünschte. Adams unterzeichnete einen Vertrag, der die Entfernung kurz nach dem Amtsantritt genehmigte. Jedoch überzeugte Barbour Adams und den Kongress den Vertrag abzulehnen. Troup war wütend. In den folgenden Monaten der Drohungen von Troup kaufte Barbour erfolgreich den größten Teil des Landes der Creek auf. Troup war nicht glücklich darüber und drohte in die Gebiete, die die Indianer noch behalten durften, einzufallen. Barbour und Adams stimmten überein, dass die Bundesregierung benötigt wurde, um einzuschreiten falls Georgia intervenieren sollte. Um einen Krieg zu vermeiden, erwarb Barbour die übrigen Gebiete und bereitete die Creek auf einen Umzug in die Gebiete westlich des Mississippi vor.
Barbour schlug vor, die Umgebung der abseits gelegenen Gebiete westlich des Mississippi für ein Indianerreservat zu verwenden. Jene Indianer, die es ablehnten, in diese Reservate zu ziehen, sollten in die weiße Gesellschaft integriert werden. Er hoffte, dass sich die Stammesstruktur auflösen würde und so die Einverleibung des Gebietes in die USA, als ein Staat, erleichtern würde. Sein Vorschlag basierte auf einem Missverständnis indianischer Kultur. Er scheiterte.

## Letzte Dienstjahre
1826 wurde Barbour für die Vizepräsidentschaftsnominierung in den Wahlen 1828 erwogen. Barbour lehnte dies jedoch schnell ab. Stattdessen versuchte er, das Amt eines Botschafters in Großbritannien zu erlangen. Kritiker behaupteten, Barbour suche einen Hafen im Sturm  vor der nahenden Wahl. Andrew Jackson, der ein Antinationalist war, lehnte die Ideale, die Barbour unterstützte, ab. Am 1. Juli 1828 wurde Barbour der Dr. jur. von der Universität Oxford verliehen.
Nach dem Ende seiner Zeit als Gesandter kam Barbour nach Virginia zurück, wo er seine Kandidatur für die Generalversammlung verkündete. Jedoch machte Barbours nationalistische Politik ihn für die Republikaner Virginias unvorteilhaft. Die Wahl, in der sein Gegner ein Analphabet war, war äußerst knapp. Barbour entging der Niederlage nur sehr knapp. Nachdem er zum Gewinner erklärt worden war, wurde die Wahl angefochten. Barbour versprach in den Ruhestand zu gehen, sollte es Beweise geben, dass er die Wahl in der Tat verloren hatte. Obwohl kein solcher Beweis gefunden wurde, ging Barbour am 16. Februar 1831 wegen der Feindseligkeit in der Versammlung in den Ruhestand.

## Tod
Nach seinem Rückzug von der Versammlung suchte Barbour Zuflucht in seinem familiären Umfeld in Barboursville. Dort blieb Barbour noch etwas im politischen Leben aktiv, absolvierte Auftritte und hielt Reden, um seine politischen Freunde zu unterstützen. Bald begann sich Barbours gesundheitlicher Zustand zu verschlechtern. Seine letzten Lebensmonate verbrachte er in Barboursville, wo er am 7. Juli 1842, umgeben von seiner Frau und zahlreichen Kindern, verstarb.

## Würdigungen
Das Barbour County in Alabama und das Barbour County wurden ihm zu Ehren benannt.